# Roar Colbiørnsen
Roar Colbiørnsen född 22 december 1895, död 12 april 1987, var en norsk barnboksförfattare.
Han debuterade 1925 med Bamsen Brum, tog en paus efter tre böcker på tre år, innan han utkom med Ekornholmen  1943. Han skrev totalt 19 böcker, inkluderat en under pseudonymen Per Bjone: I fjellvåkens klør (1949). Han fick Kultur- och kyrkodepartementets priser för barn- och ungdomslitteratur för Annes hemmelighet (1954).
Colbiørnsens tidigaste böcker är enkla berättelser om norska djur i sin naturliga miljö, men med mänskliga drag. Hans senare böcker är också naturdidaktiska, men här är synvinkeln ofta hos en ung flicka.